# No sé por qué
"No sé por qué" es una canción interpretada por el artista puertorriqueño-estadounidense Chayanne, incluido en su undécimo álbum de estudio Cautivo (2005). La canción está escrita por Claudia Brant y Jorge Luis Piloto y producida por Javier Díaz y Gustavo Arenas. Fue lanzado como el cuarto y último sencillo del álbum el 31 de julio de 2006 bajo el sello discográfico Sony BMG Norte.

## Lista de canciones

### Descarga digital[3]
| No sé por qué — Single |                 |          |  |
| N.º                    | Título          | Duración |  |
| 1.                     | «No sé por qué» | 4:20     |  |

## Posicionamiento en listas
| Listas (2006)                    | Máxima posición |
| -------------------------------- | --------------- |
| Top 100 mexicano                 | 85              |
| U.S. Billboard Hot Latin Tracks  | 16              |
| U.S. Billboard Latin Airplay     | 16              |
| U.S. Billboard Latin Pop Airplay | 4               |